# Лизинг (Беч)
Лизинг  је 23. округ града Беча.